# Hakim-Trias
Die Hakim-Trias beschreibt die hauptsächlichen Symptome bei chronischer Hirndrucksteigerung, vor allem bedingt durch einen Hydrozephalus. Die von dem kolumbianischen Neurochirurgen Solomon Hakim beschriebenen Symptome sind folgende:
- Demenz („heilbare“, reversible Demenz)
- Harninkontinenz
- Gangstörung

Die Hakim-Trias kann insbesondere beim sogenannten Normaldruckhydrozephalus beobachtet werden.

## Nachweis
- R. D. Adams: Symptomatic occult hydrocephalus with normal cerebrospinal-fluid pressure. A treatable syndrome. In: N Engl J Med. vom 15. Juli 1965, 273, S. 117–126. PMID 14303656